# Turweston Aerodrome

i7
i11
i13
Das Turweston Aerodrome (ICAO-Code: EGBT) ist ein ehemaliger Militärflugplatz östlich Brackleys beim Örtchen Turweston in der Grafschaft Buckinghamshire, England. Der Flugplatz besitzt heute lediglich noch eine nutzbare befestigte Start- und Landebahn und direkt südlich parallel eine Graspiste. Als Basis der Royal Air Force besaß Turweston drei befestigte Pisten.

## Geschichte

### RAF Turweston

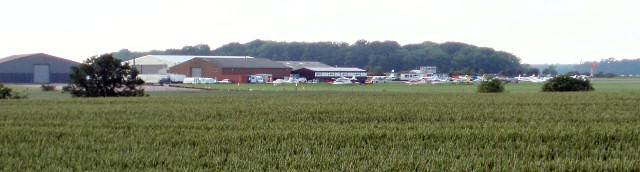
Außenansicht des Flugplatzes

Der Flugplatz Turweston wurde auf dem Höhepunkt des Zweiten Weltkriegs als Royal Air Force Station Turweston, kurz RAF Turweston, eröffnet und diente fortan dem RAF Bomber Command als Schulflugplatz, der mit drei befestigten Start- und Landebahnen ausgerüstet war. Nach dem Ende der Feindseligkeiten wurde RAF Turweston am 23. September 1945 geschlossen, blieb jedoch noch im Eigentum des Air Ministry.
Das Gelände wurde anfangs zivil genutzt und diente der British Army in den 1950er Jahren als Depot.

### Turweston Aerodrome
Im Jahr 1994 wurde das Areal auf dem östlichen Teil der früheren RAF-Station als ziviler Flugplatz wiedereröffnet. Bereits einige Jahre zuvor hatte die erneute fliegerische Nutzung in Form von Segelflugbetrieb an Wochenenden begonnen. Ein Konferenzzentrum entstand 2004.